# مبارك الخجمه
مبارك عبد الله فهاد مبارك العجمي (2 ديسمبر 1974 -)؛ نائب سابق في مجلس الأمة الكويتي

## سيرته
مبارك الخجمه حاصل على درجة ماجستير في القانون ـ وهو ضابط سابق في وزارة الداخلية الكويتية، ترشح لأول مرة لانتخابات مجلس الأمة الكويتي مجلس 2016 وخسر الانتخابات، بينما فاز في انتخابات مجلس الأمة الكويتي 2020 عن الدائرة الخامسة وحصل على 6,801 صوت وجاء في المركز الثالث.

## أبرز مواقفه في مجلس الأمة

### مجلس الأمة 2020
| استجواب وزير الدفاع السابق حمد جابر العلي الصباح        | ضد الاستجواب |
| استجواب وزير الخارجية أحمد ناصر المحمد الصباح           | ضد الاستجواب |
| استجواب وزير الاشغال علي حسين الموسى                    | ضد الاستجواب |
| رفع الحصانة عن النائب شعيب المويزري في شكوى رئيس المجلس | موافق        |
| رفع الحصانة عن النائب محمد المطير                       | موافق        |
| رفع الحصانة عن النائب ثامر السويط                       | موافق        |
| رفع الحصانة عن النائب خالد مؤنس العتيبي                 | موافق        |